# Dombeyoideae
Dombeyoideae é uma subfamília da família Malvaceae.